# Volo Turkish Airlines 6491
Il volo Turkish Airlines 6491 (TK6491/THY6491) era un volo di linea cargo operato da ACT Airlines per conto di Turkish Airlines, da Hong Kong a Istanbul via Bishkek, Kirghizistan. Il 16 gennaio 2017, il Boeing 747-400F che effettuava il collegamento si schiantò in un quartiere residenziale durante l'atterraggio all'aeroporto di Biškek-Manas provocando la morte dei 4 membri dell'equipaggio e di 35 persone a terra.

## L'aereo
Il velivolo coinvolto era un Boeing 747-412F, codice di registrazione TC-MCL e MSN 32897. Effettuò il primo volo il 13 gennaio 2003, poi venne acquistato da Singapore Airlines Cargo (con codice di registrazione 9V-SFL) e dopo alcuni anni di fermo venne ceduto ad ACT Airlines nel 2015. In totale l'aereo aveva effettuato oltre 45 000 ore di volo e compiuto quasi 8 000 cicli, al momento dell'incidente. L'ultima manutenzione era avvenuta nel novembre 2015.

## L'incidente

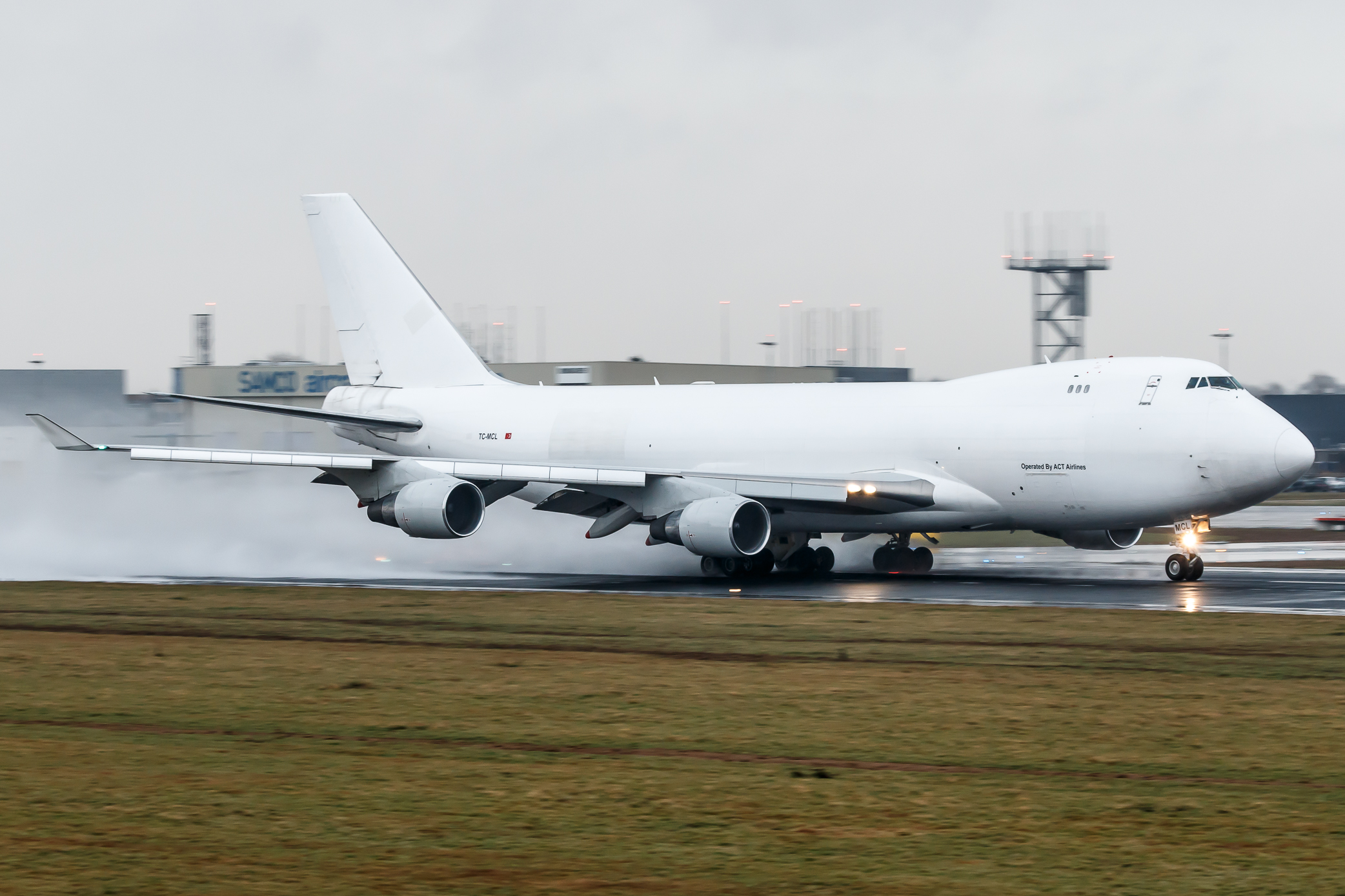
L'aereo coinvolto, fotografato cinque giorni prima dell'incidente.

L'aereo decollò da Hong Kong con un carico di oltre 85 000 kg e avrebbe dovuto effettuare rifornimento a Biškek. Nei pressi dell'aeroporto la visibilità era ridotta, a causa di una leggera foschia, a 400 m in orizzontale ed a 50 m in verticale; la temperatura al suolo era di -9 °C. L'avvicinamento alla pista avvenne in modo regolare. Alle 07:06 i piloti contattarono la torre di controllo e furono autorizzati a scendere 6 000 piedi (1 800 m); alle 07:12 i controllori di volo autorizzarono i piloti a scendere a 3 400 piedi (1 000 m) e a effettuare un atterraggio ILS. Alle 07:17:04 l'aereo varcò la soglia pista ad un'altitudine di circa 37 metri (121 ft) ma il comandante, non riuscendo ad avere un contatto visivo, chiamò la manovra di go around; all'altitudine di 17 metri (56 ft) i piloti premettero il pulsante TO/GA (Take-Off/Go-Around) ma, pochi secondi dopo, il velivolo, che non era riuscito a guadagnare sufficiente altezza, impattò contro alcuni ostacoli posti al termine della pista e proseguì la sua corsa strisciando sul terreno, fino a schiantarsi contro un gruppo di case.
In totale persero la vita i 4 membri dell'equipaggio e 35 residenti, fra i quali c'erano 17 bambini. Uno dei piloti sopravvisse all'impatto, ma morì durante il trasporto in ospedale. Altre 37 persone rimasero ferite, tra le quali diversi bambini. Nell'incidente vennero distrutte 19 case ed altre 7 furono danneggiate.

## Le indagini

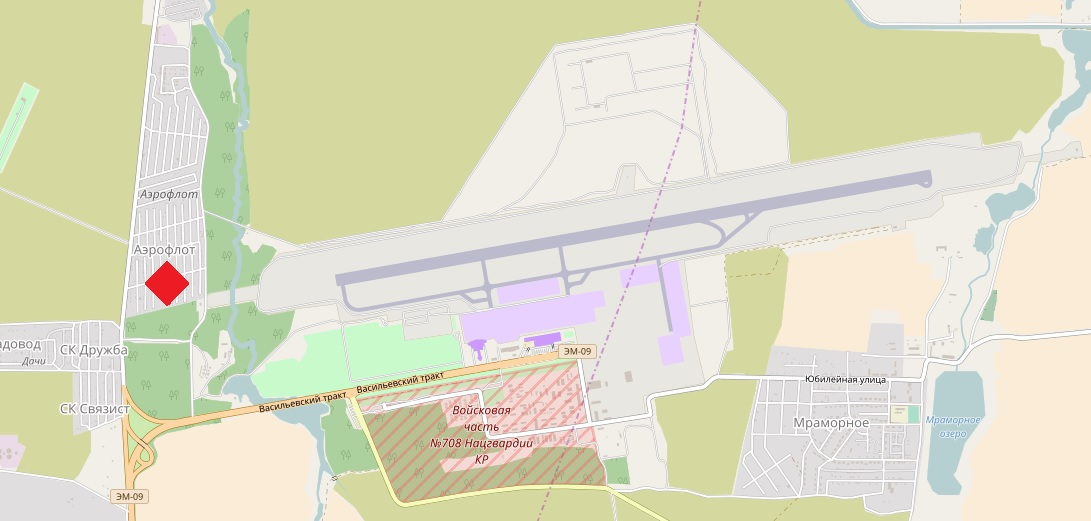
Il luogo dell'impatto

Le cause dell'incidente non furono immediatamente chiare. Il ministro delle situazioni di emergenza del Kirghizistan, Kubatbek Boronov, dichiarò che a Manas c'era nebbia al momento dell'incidente, ma che le condizioni meteorologiche non erano critiche. Nel pomeriggio del 16 gennaio venne trovato uno dei due registratori dei dati di volo, e poco tempo dopo venne recuperato anche l'altro. Sia il registratore di dati di volo (FDR) che il registratore vocale di cabina (CVR) vennero danneggiati nell'incidente, ma gli investigatori furono in grado di recuperare i dati da entrambi.
Il vice primo ministro Abulgaziyev suggerì che la causa sarebbe potuta essere un errore del pilota, riportando che undici aerei erano atterrati in sicurezza, nonostante le stesse condizioni meteorologiche, il giorno precedente. Aggiunse che l'aereo aveva tentato di atterrare due volte e aveva danneggiato le luci della pista in uno dei due tentativi. Questa affermazione era in contrasto con un'altra affermazione, ufficiale, secondo la quale l'aereo si era schiantato durante il suo primo tentativo di atterraggio.
L'Interstate Aviation Committee (IAC o MAK) avviò un'indagine sulla vicenda.
Il ministero dei trasporti turco dichiarò di aver inviato due esperti del suo comitato investigativo sugli incidenti a Bishkek per assistere le autorità kirghise; anche un team tecnico della Boeing si recò sul luogo dell'incidente per fornire assistenza su richiesta e sotto la direzione dell'ente investigativo americano sugli incidenti, il National Transportation Safety Board. Inizialmente, molti articoli affermavano che l'aereo coinvolto fosse di Turkish Airlines. In risposta, la compagnia turca rilasciò una dichiarazione in cui affermava che né l'aeromobile né l'equipaggio facevano parte della società, definendolo un "incidente di ACT Airlines". I giornalisti furono minacciati da avvocati turchi che rivendicavano danni alla reputazione. Tuttavia, il volo era stato operato con un numero di volo di Turkish Airlines.

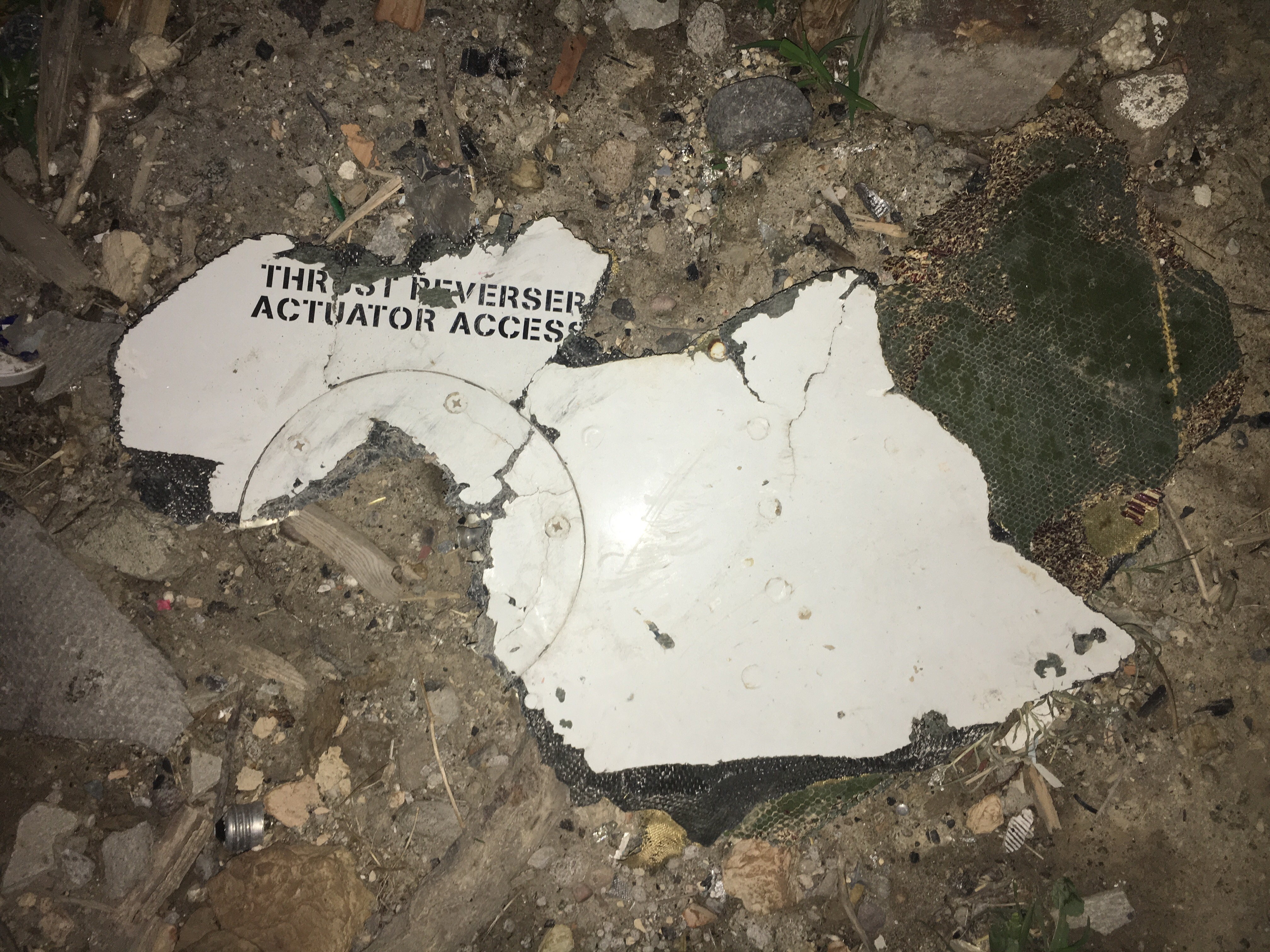
Detriti provenienti da un motore del 747.

Il rapporto di indagine preliminare ha rivelato che l'aereo era sceso in ritardo e aveva catturato un falso sentiero di discesa. Dopo aver catturato la sua pendenza, i 3 piloti automatici iniziarono la discesa in condizioni di scarsa visibilità. Inizialmente vennero coinvolti tutti e tre i piloti automatici (LAND 3); il segnale venne perso 15 secondi dopo l'acquisizione, e furono registrati gli eventi AP CAUTION e FMA FAULT 2, il che significa che i piloti automatici avrebbero continuato a far scendere l'aeromobile con una pendenza di 3 gradi utilizzando il sistema di riferimento inerziale. Uno dei 3 autopiloti si disinserì (LAND 2) e gli altri due portarono il 747 all'altezza di decisione. L'equipaggio non acquisì il riferimento visivo richiesto a tale altezza (99 piedi (30 m)) e iniziò la manovra di riattaccata mezzo secondo dopo a 58 piedi (18 m) di altezza, premendo gli interruttori TOGA (Take-Off/Go Around). Data la pendenza in salita del terreno dopo la fine della pista, l'aeromobile non si trovava a un'altezza sufficiente per potersi alzare in sicurezza.
Il 2 febbraio 2020, l'IAC ha pubblicato il rapporto finale sull'incidente. Dalle conclusioni tratte si legge che l'equipaggio non era riuscito a tenere l'aeromobile sul corretto sentiero di discesa e aveva iniziato una riattaccata solo dopo che il velivolo aveva deviato fuori rotta, che il briefing pre-volo era stato insufficiente, che l'equipaggio non aveva ridotto l'altezza dell'aeromobile in modo da raggiungere il punto di avvicinamento richiesto sulla carta di navigazione, che i controllori del traffico aereo non erano riusciti a utilizzare le attrezzature per monitorare la posizione dell'aeromobile e infine che l'equipaggio aveva subito stress e altri fattori.

## Conseguenze
Il 17 gennaio, la stampa kirghisa ha riferito che ACT Airlines aveva dichiarato l'intenzione di pagare un risarcimento alle vittime per tutte le perdite materiali e immateriali, citando un comunicato stampa sul sito web di ACT Airlines. Lo stesso comunicato stampa, tuttavia, affermava solo che le perdite erano coperte da assicurazione.